# Smekelingen (Euripides)
Smekelingen of De smekende moeders (Oudgrieks Ἱκέτιδες / Hikétides; Latijn Supplices) is een tragedie van Euripides. Het werk, voor het eerst opgevoerd in 423 v.Chr., behoort tot de achttien stukken die integraal van hem zijn overgeleverd.

## Context
Het stuk is de uitwerking van een situatie die kort is vermeld in de Historiën van Herodotos, waar de Atheners zich op de borst kloppen voor het gewapenderhand terughalen van de Argivische lijken in Thebe.
Na het vertrek van Oidipous uit Thebe vechten zijn zonen om de macht. Polyneikes belegert zijn broer Eteokles en krijgt de steun van zijn schoonvader Adrastos, koning van Argos. Leiders van het Argivische leger helpen met het vormen van de Zeven tegen Thebe. De aanvallers verliezen de strijd, waarin beide broers sterven. Kreon grijpt nu de macht in Thebe en verbiedt de dode aanvallers te begraven. Hun rouwende moeders proberen dat bevel te keren.

## Synopsis
Aithra, moeder van de Atheense koning Theseus, bidt voor het altaar van Demeter en Persefone in Eleusis. Bij haar zijn de rouwende moeders uit Argos. Adrastos, de koning die de aanval toestond, ligt wenend op de grond met bij hem de zonen van de gevallenen. Een boodschapper van Aithra heeft Theseus gevraagd naar Eleusis te komen.
Theseus komt en vraagt zijn moeder wat er aan de hand is. Ze verwijst hem naar Adrastos, die smeekt om de lijken terug te eisen. Hij legt uit dat hij tegen het advies van de ziener Amfiaraos de invasie gesteund heeft vanwege zijn schoonzonen Tydeus en Polyneikes. Hij geeft zijn vergissing toe en smeekt Theseus, als heerser over de enige stad die aan Thebe gewaagd is, om tussenbeide te komen.
Na enige overwegingen over het menselijk leven beslist Theseus dat hij Adrastos' vergissing niet zal herhalen. Hij zegt hem weg te gaan. Hoewel Adrastos dat wil doen, leggen de vrouwen zich niet neer bij Theseus' weigering. Aithra herinnert haar zoon eraan dat hij de oude wetten van Hellas moet doen eerbiedigen en waarschuwt hem voor lafheid. Ontroerd stemt Theseus toe, maar alleen als de Atheense burgers akkoord gaan. Terwijl Theseus vertrekt met zijn moeder, Adrastos en de zonen van de gevallenen, blijven de smekende moeders achter om te bidden.
Enige tijd later keert Theseus terug met zijn gevolg. Hij geeft een heraut opdracht naar Thebe te gaan met de vraag om de lijken vrij te geven en de boodschap dat een weigering tot oorlog zal leiden. Vóór hij kan vertrekken komt een Thebaanse heraut binnen op zoek naar de despoot van Athene. Wanneer Theseus hem vertelt dat Athene niet geregeerd wordt door een despoot maar door het volk, krijgt hij een misprijzend antwoord: zijn Thebe wordt niet geregeerd door een onwetende massa die gemakkelijk met woorden op te zwepen is. Theseus antwoordt dat in een democratie iedere man met wijze woorden kan bijdragen. De heraut waarschuwt hem niet toe te geven aan het oorlogszuchtige patriottisme van de massa.
Nu herinnert Theseus de heraut eraan dat hij geen bevelen van Kreon te krijgen heeft en dat hij het gewoonterecht over de teruggave van lijken wil doen naleven. Gewaarschuwd tegen bemoeienis met iets wat hem niet aangaat, verklaart Theseus dat hij zal doen wat rechtvaardig en heilig is. De heraut vertrekt met uitdagende woorden, op de voet gevolgd door Theseus en zijn leger. Adrastos blijft achter om duidelijk te maken dat de missie niets met de vorige invasie te maken heeft. Ondertussen geven de vrouwen lucht aan hun vrees voor nieuw geweld. Ze hopen op een compromis en bidden voor de overwinning als dat er niet zou komen.
Een voormalige dienaar van Kapaneus komt de overwinning van Athene melden. Hij beschrijft hoe Theseus het Thebaanse leger binnen de muren dreef en zijn mannen intoomde aan de poorten, zodat ze niet aan het plunderen zouden slaan. De boodschapper prijst de moed en gematigdheid van de leider en wordt bijgevallen door Adrastos, die zich afvraagt waarom mensen verkiezen hun geschillen met oorlog op te lossen in plaats van door rede. Vervolgens vertelt de boodschapper hoe Theseus zelf de lijken waste. De vrouwen zijn blij met de uitkomst maar beducht voor het weerzien met de lijken van hun zonen. Ze hadden naar eigen zeggen beter nooit kunnen trouwen.
Dan komt Theseus aan met de lichamen en laat Adrastos de vrouwen een klaagzang aanheffen. In een begrafenisrede stelt hij de gevallenen tot voorbeeld voor de Atheense jeugd, in het bijzonder de gematigdheid van Kapaneus en het eergevoel van Eteokles. Theseus weigert de vrouwen bij de ontbindende lijken te laten, maar zegt dat ze hun as zullen krijgen. Alle lijken zullen gezamenlijk verbrand worden, behalve Kapaneus, die door Zeus is neergebliksemd. Terwijl de klaagzang voortgaat, ziet men plots Kapaneus' vrouw Avadne in trouwkleed op de rotsen boven de brandstapel van haar echtgenoot klimmen. Haar vader Ifis kan haar niet afbrengen van haar wens om zich bij Kapaneus in de vlammen te werpen. Tot ontzetting van de toeschouwers springt ze haar dood tegemoet.
Ifis vertrekt en de verweesde zonen komen de as van hun vaders aan hun grootmoeders geven. Hun klaagzangen kondigen wraak aan. Theseus maakt zich nu ook klaar voor vertrek en herinnert de Argiven aan hun schuld jegens Athene, die ze dankbaar erkennen. De godin Athena verschijnt plots en geeft Theseus opdracht Adrastos te laten zweren dat hij Athene nooit zal binnenvallen. Ze voorspelt de zonen dat ze hun wraak zullen krijgen en Thebe zullen verwoesten. Dankbaar gaat Adrastos weg met de vrouwen.

## Bespreking
Bij de eerste toeschouwers van Smekelingen lag de Atheense nederlaag bij Delion pijnlijk vers in het geheugen. Ongetwijfeld wilde Euripides tonen hoe patriottisme de Atheners in het verleden roem had gebracht en dat nu weer kon doen in de Peloponnesische Oorlog tegen Sparta. Ook het contrasteren van de Atheense democratie met de Thebaanse tirannie moet in het licht worden gezien van de toenmalige strijd tegen het oligarchische Sparta. Euripides staat bekend als een verdediger van de democratie, al lijkt hij in Smekelingen wel veel aandacht te hebben voor haar zwakheden, zoals blijkt uit de omstandige bezwaren die hij de Thebaanse heraut in de mond legt.

## Nederlandse vertalingen
Het stuk bleef lang onvertaald in het Nederlands, om dan op korte tijd in twee versies te verschijnen:
- 2002 – Gerard Koolschijn – Smekende moeders
- 2005 – Willy Courteaux en Bart Claes – Smekelingen
- 2013 – Herman Altena – Smekelingen

## Voetnoten
1. ↑  Herodotos, Historiën, 9.27.3